# Fußball-Verbandsliga Schleswig-Holstein 1995/96
Die Verbandsliga Schleswig-Holstein wurde zur Saison 1995/96 das 49. Mal ausgetragen und bildete den Unterbau der viertklassigen Oberliga Hamburg/Schleswig-Holstein. Die erstplatzierte Mannschaft stieg direkt auf, während die zweitplatzierte Mannschaft Relegationsspiele gegen den Zweitplatzierten der Verbandsliga Hamburg bestreiten musste (abhängig von den Absteigern aus der Regionalliga Nord). Die Mannschaften auf den drei letzten Plätzen mussten in die Landesliga absteigen.

## Vereine
Im Vergleich zur Saison 1994/95 veränderte sich die Zusammensetzung der Liga folgendermaßen: TSV Nord Harrislee und VfR Neumünster waren in die Oberliga Hamburg/Schleswig-Holstein auf-, während Flensburg 08, TSB Flensburg und SV Sereetz aus der Oberliga Hamburg/Schleswig-Holstein abgestiegen waren. Die vier Absteiger hatten die Verbandsliga verlassen und wurden durch die drei Aufsteiger TuS Felde (erstmals in der höchsten Amateurliga Schleswig-Holsteins), SV Ellerbek (Wiederaufstieg nach sechs Jahren) und BSC Brunsbüttel (Wiederaufstieg nach zwei Jahren) ersetzt.
| Verein          | Stadt         | Kreis                 | Qualifikation                                         |
| --------------- | ------------- | --------------------- | ----------------------------------------------------- |
| Flensburg 08    | Flensburg     |                       | Absteiger aus der Oberliga Hamburg/Schleswig-Holstein |
| TSB Flensburg   | Flensburg     |                       | Absteiger aus der Oberliga Hamburg/Schleswig-Holstein |
| SV Sereetz      | Ratekau       | Ostholstein           | Absteiger aus der Oberliga Hamburg/Schleswig-Holstein |
| Rendsburger TSV | Rendsburg     | Rendsburg-Eckernförde | 3. Platz 1994/95                                      |
| VfB Kiel        | Kiel          |                       | 4. Platz 1994/95                                      |
| FC Kilia Kiel   | Kiel          |                       | 5. Platz 1994/95                                      |
| SV Eichede      | Steinburg     | Stormarn              | 6. Platz 1994/95                                      |
| TSV Plön        | Plön          | Plön                  | 7. Platz 1994/95                                      |
| Bramstedter TS  | Bad Bramstedt | Segeberg              | 8. Platz 1994/95                                      |
| TSV Büsum       | Büsum         | Dithmarschen          | 9. Platz 1994/95                                      |
| Schleswig 06    | Schleswig     | Schleswig-Flensburg   | 10. Platz 1994/95                                     |
| Leezener SC     | Leezen        | Segeberg              | 11. Platz 1994/95                                     |
| TSV Altenholz   | Altenholz     | Rendsburg-Eckernförde | 12. Platz 1994/95                                     |
| TuS Felde       | Felde         | Rendsburg-Eckernförde | Aufsteiger aus der Landesliga Nord                    |
| SV Ellerbek     | Kiel          |                       | Aufsteiger aus der Landesliga Nord                    |
| BSC Brunsbüttel | Brunsbüttel   | Dithmarschen          | Aufsteiger aus der Landesliga Süd                     |

## Saisonverlauf
Die Meisterschaft und den direkten Aufstieg in die Oberliga Hamburg/Schleswig-Holstein sicherte sich der TSB Flensburg. Der Zweitplatzierte TuS Felde musste Aufstiegsspiele gegen den Zweiten der Verbandsliga Hamburg bestreiten, wo er Raspo Elmshorn unterlag. Die letzten drei Mannschaften stiegen aus der Verbandsliga ab: der TSV Büsum und der Leezener SC nach zwei Spielzeiten, der BSC Brunsbüttel nach einer Saison.

### Tabelle
| Pl. | Verein              | Sp. | S  | U  | N  | Tore    | Diff. | Punkte |
| --- | ------------------- | --- | -- | -- | -- | ------- | ----- | ------ |
| 1.  | TSB Flensburg (A)   | 30  | 21 | 4  | 5  | 073:210 | +52   | 67     |
| 2.  | TuS Felde (N)       | 30  | 18 | 10 | 2  | 052:210 | +31   | 64     |
| 3.  | TSV Altenholz       | 30  | 17 | 11 | 2  | 070:330 | +37   | 62     |
| 4.  | Rendsburger TSV     | 30  | 17 | 8  | 5  | 064:320 | +32   | 59     |
| 5.  | VfB Kiel            | 30  | 13 | 7  | 10 | 056:430 | +13   | 46     |
| 6.  | SV Sereetz (A)      | 30  | 13 | 7  | 10 | 051:540 | −3    | 46     |
| 7.  | Bramstedter TS      | 30  | 12 | 6  | 12 | 053:490 | +4    | 42     |
| 8.  | Schleswig 06        | 30  | 11 | 8  | 11 | 055:490 | +6    | 41     |
| 9.  | FC Kilia Kiel       | 30  | 11 | 4  | 15 | 050:490 | +1    | 37     |
| 10. | Flensburg 08 (A)    | 30  | 9  | 9  | 12 | 043:430 | ±0    | 36     |
| 11. | TSV Plön            | 30  | 10 | 4  | 16 | 034:460 | −12   | 34     |
| 12. | SV Eichede          | 30  | 9  | 6  | 15 | 035:550 | −20   | 33     |
| 13. | SV Ellerbek (N)     | 30  | 9  | 6  | 15 | 030:500 | −20   | 33     |
| 14. | TSV Büsum           | 30  | 9  | 5  | 16 | 036:590 | −23   | 32     |
| 15. | BSC Brunsbüttel (N) | 30  | 4  | 6  | 20 | 021:760 | −55   | 18     |
| 16. | Leezener SC         | 30  | 4  | 5  | 21 | 036:790 | −43   | 17     |

| (M) | Staffelsieger der Verbandsliga Schleswig-Holstein 1994/95     |
| (A) | Absteiger aus der Oberliga Hamburg/Schleswig-Holstein 1994/95 |
| (N) | Aufsteiger aus der Landesliga Schleswig-Holstein 1994/95      |